# Ті, хто мене любить, поїдуть потягом
«Ті, хто мене любить, поїдуть потягом» (фр. Ceux qui m'aiment prendront le train) — французький фільм-драма, поставлений у 1998 році режисером Патрісом Шеро. Стрічка брала участь в основній конкурсній програмі 51-го Каннського кінофестивалю та змагалася за головний приз — Золоту пальмову гілку. Фільм було номіновано в 11-ти категоріях на кінопремію «Сезар» 1999 року, у 3-х з яких він отримав перемогу .

## Сюжет
У Ліможі помер художник Жан-Батист (Жан-Луї Трентіньян), який заповів поховати власне тіло в одному з провінційних містечок. Перед самою смертю Жан вимовив досить незрозумілу фразу: «Ті, хто мене любить, поїдуть потягом». І ось на паризькій станції збираються всі ті, хто займав певне місце у житті Жана: колишні дружини-наркоманки, коханці, хворі на СНІД, сини-трансвестити і просто люди зі своїми проблемами й комплексами. Різношерстий натовп буденно галасує в пошуку вільних місць у потягу на Лімож, люди натикаються один на одного, кидають стандартні фрази про співчуття та доброчесність покійного, базікають про життя і згадують старі образи. Багато з них були злі на те, що їм доведеться їхати у провінцію, але вже під час подорожі роздратування починає змінюватися розкріпаченням. Осторонь залишається лише один з синів старого художника — він самотньо їде машиною з труною батька, і, як і всі інші мандрівники, думає лише про секс, наркотики, конкуренцію та втрачене кохання.
У Ліможі усіх прибулих чекає коротка похоронна церемонія на місцевому цвинтарі та великий порожній будинок, в якому знову будуть довгі розмови, з'ясування стосунків зі спогадами про старі образи. Знову з'ясовуватимуть, кого з братів батько любив більше і хто з них більше був гідний його любові, хто частіше відвідував старого, хто більше допомагав. Знову будуть старі розмови про колишніх дружин і колишніх коханців; люди, що заплуталися у собі і своїх почуттях зізнаватимуться один одному в любові та звинувачувати в усіх гріхах. Зрідка люди згадуватимуть привід, через який вони усі зібралися у Ліможі, і говорити хороші слова про покійного.

## У ролях
| Паскаль Греггорі      | ···· | Франсуа                              |
| Валерія Бруні-Тедескі | ···· | Клер                                 |
| Шарль Берлінг         | ···· | Жан-Марі                             |
| Жан-Луї Трентіньян    | ···· | Люсьєн Еммерхіх / Жан-Батист Еммеріх |
| Бруно Тодескіні       | ···· | Луїс                                 |
| Сільвен Жак           | ···· | Бруно                                |
| Венсан Перес          | ···· | Вівіан                               |
| Рошді Зем             | ···· | Тьєррі                               |
| Домінік Блан          | ···· | Катрін                               |

| Дельфін           | ···· | Елоді       |
| Нейтан Коген      | ···· | Самі        |
| Марі Даемс        | ···· | Люсі        |
| Шанталь Нойвірт   | ···· | Женев'єва   |
| Тьєррі де Перетті | ···· | Домінік     |
| Олів'є Гурме      | ···· | Бернар      |
| Женев'єва Бруне   | ···· | Марі-Роз    |
| Дідьє Брайс       | ···· | Седрік      |
| Ґійом Кане        | ···· | автостопник |

## Звукова доріжка
| #     | Назва                         | Виконавець        | Тривалість |
| ----- | ----------------------------- | ----------------- | ---------- |
| 1.    | «All is full of love»         | Бйорк             | 4:30       |
| 2.    | «Keeper of the flame»         | Ніна Сімон        | 3:23       |
| 3.    | «Western eyes»                | Portishead        | 3:59       |
| 4.    | «Welcome to Limoges»          | Éric Neveux       | 1:48       |
| 5.    | «That's Life»                 | Джеймс Браун      | 4:13       |
| 6.    | «I Will Survive»              | Cake              | 5:09       |
| 7.    | «Don't forget the nite»       | Les Rita Mitsouko | 2:42       |
| 8.    | «Save the last dance for me»  | Віллі Девіль      | 2:47       |
| 9.    | «¿ Quien tiene la culpa ?»    | Niña de Antequera | 3:15       |
| 10.   | «Who will love me now ?»      | PJ Harvey         | 5:18       |
| 11.   | «Timewatching»                | The Divine Comedy | 4:42       |
| 12.   | «Adagio de la symphonie N°10» | Густав Малер      | 21:01      |
| 62:20 |                               |                   |            |

## Визнання
| Нагороди та номінації фільму «Ті, хто мене любить, поїдуть потягом» | Нагороди та номінації фільму «Ті, хто мене любить, поїдуть потягом» | Нагороди та номінації фільму «Ті, хто мене любить, поїдуть потягом» | Нагороди та номінації фільму «Ті, хто мене любить, поїдуть потягом» | Нагороди та номінації фільму «Ті, хто мене любить, поїдуть потягом» | Нагороди та номінації фільму «Ті, хто мене любить, поїдуть потягом» |
| Рік                                                                 | Нагорода                                                            | Категорія                                                           | Номінант                                                            | Результат                                                           |                                                                     |
| ------------------------------------------------------------------- | ------------------------------------------------------------------- | ------------------------------------------------------------------- | ------------------------------------------------------------------- | ------------------------------------------------------------------- | ------------------------------------------------------------------- |
| 1998                                                                | Каннський кінофестиваль                                             | Золота пальмова гілка                                               | Ті, хто мене любить, поїдуть потягом                                | Номінація                                                           |                                                                     |
| 1998                                                                | Міжнародний кінофестиваль у Чикаго                                  | Золотий Ґ'юго                                                       | Ті, хто мене любить, поїдуть потягом                                | Номінація                                                           |                                                                     |
| 1999                                                                | Премія «Сезар» (24-та церемонія)                                    | Найкращий фільм                                                     | Ті, хто мене любить, поїдуть потягом                                | Номінація                                                           |                                                                     |
| 1999                                                                | Премія «Сезар» (24-та церемонія)                                    | Найкраща режисерська робота                                         | Патріс Шеро                                                         | Перемога                                                            |                                                                     |
| 1999                                                                | Премія «Сезар» (24-та церемонія)                                    | Найкращий актор                                                     | Паскаль Греггорі                                                    | Номінація                                                           |                                                                     |
| 1999                                                                | Премія «Сезар» (24-та церемонія)                                    | Найкращий актор другого плану                                       | Венсан Перес                                                        | Номінація                                                           |                                                                     |
| 1999                                                                | Премія «Сезар» (24-та церемонія)                                    | Найкращий актор другого плану                                       | Жан-Луї Трентіньян                                                  | Номінація                                                           |                                                                     |
| 1999                                                                | Премія «Сезар» (24-та церемонія)                                    | Найкраща акторка другого плану                                      | Домінік Блан                                                        | Перемога                                                            |                                                                     |
| 1999                                                                | Премія «Сезар» (24-та церемонія)                                    | Найкращий сценарій                                                  | Даніель Томпсон, Патріс Шеро, П'єр Трівідік                         | Номінація                                                           |                                                                     |
| 1999                                                                | Премія «Сезар» (24-та церемонія)                                    | Найкраща операторська робота                                        | Ерік Готьє                                                          | Перемога                                                            |                                                                     |
| 1999                                                                | Премія «Сезар» (24-та церемонія)                                    | Найкращі декорації                                                  | Сільвен Шовело, Рішар Педуцці                                       | Номінація                                                           |                                                                     |
| 1999                                                                | Премія «Сезар» (24-та церемонія)                                    | Найкращий монтаж                                                    | Франсуа Ґедіж'є                                                     | Номінація                                                           |                                                                     |
| 1999                                                                | Премія «Сезар» (24-та церемонія)                                    | Найкращий звук                                                      | Гійом С'яма, Жан-П'єр Лафорс, Надін Мюз                             | Номінація                                                           |                                                                     |
| 1999                                                                | Золота зірка кіно                                                   | Найкращий режисер                                                   | Патріс Шеро                                                         | Перемога                                                            |                                                                     |
| 1999                                                                | Золота зірка кіно                                                   | Найкращий актор                                                     | Шарль Берлінг                                                       | Перемога                                                            |                                                                     |
| 1999                                                                | Золота зірка кіно                                                   | Найкращий актор-новачок                                             | Паскаль Греггорі                                                    | Перемога                                                            |                                                                     |
| 2000                                                                | Премія британського незалежного кіно                                | Найкращий іноземний незалежний фільм                                | Ті, хто мене любить, поїдуть потягом                                | Номінація                                                           |                                                                     |